# Copa del Sol de 2014
O Copa del Sol de 2014 foi sediada na cidade de La Manga, Espanha, entre 27 de janeiro e 7 de fevereiro de 2014. A competição foi disputada no Estádio La Manga. Como na edição anterior, 12 equipes foram divididas em dois grupos, o Grupo Azul e o Grupo Vermelho.

## Grupo Vermelho
| Pos | Equipe        | Pts | J | V | Vp | Dp | D | GP | GC | SG  |
| --- | ------------- | --- | - | - | -- | -- | - | -- | -- | --- |
| 1º  | Astra Giurgiu | 9   | 3 | 3 | 0  | 0  | 0 | 9  | 1  | +8  |
| 2º  | Molde         | 9   | 3 | 3 | 0  | 0  | 0 | 8  | 2  | +6  |
| 3º  | Rosenborg     | 6   | 3 | 2 | 0  | 0  | 1 | 8  | 3  | +5  |
| 4º  | AIK           | 0   | 3 | 0 | 0  | 0  | 3 | 3  | 10 | -7  |
| 5º  | Costuleni     | 0   | 3 | 0 | 0  | 0  | 3 | 1  | 14 | -13 |

## Grupo Azul
| Pos | Equipe         | Pts | J | V | Vp | Dp | D | GP | GC | SG |
| --- | -------------- | --- | - | - | -- | -- | - | -- | -- | -- |
| 1º  | Strømsgodset   | 9   | 3 | 3 | 0  | 0  | 0 | 10 | 1  | +9 |
| 2º  | Haugesund      | 6   | 3 | 2 | 0  | 0  | 1 | 8  | 4  | +4 |
| 3º  | Vestsjælland   | 6   | 3 | 2 | 0  | 0  | 1 | 5  | 3  | +2 |
| 4º  | Benfica Luanda | 0   | 3 | 0 | 0  | 0  | 3 | 1  | 6  | -5 |
| 5º  | Daugava        | 0   | 3 | 0 | 0  | 0  | 3 | 2  | 11 | -9 |

## Jogos

### Primeira rodada
| 27 de janeiro | Costuleni | 0 – 4 | Strømsgodset                                                  |  |
| 14:00 (CET)   |           |       | 31' Péter Kovács · 42', 83' Gustav Wikheim · 59' Thomas Olsen |  |

| 27 de janeiro | AIK                | 1 – 4 | Molde                                                                        |  |
| 17:00 (CET)   | Niklas Backman 57' |       | 22' Chima Chuwku · 45' Joona Toivio · 51' Eirik Hestad · 90+2' Tommy Høiland |  |

| 27 de janeiro | Astra Giurgiu     | 1 – 0 | Rosenborg |  |
| 20:00 (CET)   | Takayuki Seto 59' |       |           |  |

| 28 de janeiro | Vestsjælland                                        | 2 – 0 | Daugava |  |
| 17:00 (CET)   | Dennis Sørensen 25' · Rasmus Festersen 90+2' (pen.) |       |         |  |

| 28 de janeiro | Benfica Luanda | 1 – 3 | Haugesund                                                |  |
| 20:00 (CET)   | Massinga 87'   |       | Maic Sema 7' · Mourtala Diakité 15' · Daniel Bamberg 23' |  |

### Segunda rodada
| 30 de janeiro | Rosenborg                                                                                       | 5 – 2 | AIK                                  |  |
| 17:00 (CET)   | Alexander Søderlund 9' (pen.) · Pål Helland 32' · John Chibuike 60', 75' · Tobias Mikkelsen 81' |       | 3' Nabil Bahoui · 12' Eero Markkanen |  |

| 30 de janeiro | Astra Giurgiu | 7 – 1 | Costuleni          |  |
| 17:00 (CET)   | Mirko Ivanovski 33' (pen.) · Constantin Budescu 51', 61' · William de Amorim 58' · Karim Yoda 82' · Júnior Morais 85' · Yazalde 90' · |       | 78' Vadim Cemîrtan |  |

| 31 de janeiro | Daugava               | 1 – 4 | Haugesund                                                                 |  |
| 14:00 (CET)   | Vladimirs Volkovs 66' |       | 12' Daniel Bamberg · 30', 45' Pontus Engblom · 77' Christian Lund Gytkjær |  |

| 31 de janeiro | Strømsgodset     | 1 – 0 | Benfica Luanda |  |
| 17:00 (CET)   | Tokmac Nguen 65' |       |                |  |

| 31 de janeiro | Molde                                     | 2 – 1 | Vestsjælland        |  |
| 20:00 (CET)   | Even Hovland 8' · Fredrik Gulbrandsen 10' |       | 54' Jan Kristiansen |  |

### Terceira rodada
| 2 de fevereiro | Astra Giurgiu | 1 – 0 | AIK |  |
| 17:00 (CET)    | Paul Papp 74' |       |     |  |

| 2 de fevereiro | Costuleni | 0 – 3 | Rosenborg                                                   |  |
| 20:00 (CET)    |           |       | 56' Stefan Strandberg · 65' Nicki Nielsen · 69' Pål Helland |  |

| 3 de fevereiro | Strømsgodset                                                                 | 5 – 1 | Daugava             |  |
| 14:00 (CET)    | Péter Kovács 12' · Jørgen Horn 14' · Tim Nilsen 56', 89' · Muhamed Keita 84' |       | 58' Kirils Ševeļovs |  |

| 3 de fevereiro | Haugesund          | 1 – 2 | Vestsjælland                                  |  |
| 17:00 (CET)    | Tor Andreassen 22' |       | 52' Marc Rochester · 66' Henrik Nyholm Madsen |  |

| 3 de fevereiro | Molde                                        | 2 – 0 | Benfica Luanda |  |
| 20:00 (CET)    | Magne Hoseth 45+2' (pen.) · Joona Toivio 57' |       |                |  |

## Final
| 7 de fevereiro | Strømsgodset     | 1 – 0 | Astra Giurgiu | Estádio La Manga, La Manga |
|                | Thomas Olsen 83' |       |               |                            |

## Premiação
| Copa del Sol de 2014             |
| Noruega                          |
| -------------------------------- |
| Strømsgodset Campeão (1º título) |

## Artilheiros
2 gols (6)
| - Constantin Budescu (Astra Giurgiu) - Daniel Bamberg (Haugesund) - Pontus Engblom (Haugesund) - Thomas Olsen (Strømsgodset) | - John Chibuike (Rosenborg) - Pål Helland (Rosenborg) - Gustav Wikheim (Strømsgodset) |

1 gol (31)
| - Niklas Backman (AIK) - Nabil Bahoui (AIK) - Eero Markkanen (AIK) - Takayuki Seto (Astra Giurgiu) - Mirko Ivanovski (Astra Giurgiu) - William de Amorim (Astra Giurgiu) - Karim Yoda (Astra Giurgiu) - Júnior Morais (Astra Giurgiu) - Yazalde Gomes Pinto (Astra Giurgiu) - Paul Papp (Astra Giurgiu) - Massinga (Benfica Luanda) - Vadim Cemîrtan (Costuleni) - Vladimirs Volkovs (Daugava) - Maic Sema (Haugesund) - Christian Lund Gytkjær (Haugesund) - Chima Chuwku (Molde) | - Joona Toivio (Molde) - Eirik Hestad (Molde) - Tommy Høiland (Molde) - Even Hovland (Molde) - Fredrik Gulbrandsen (Molde) - Alexander Søderlund (Rosenborg) - Tobias Mikkelsen (Rosenborg) - Stefan Strandberg (Rosenborg) - Nicki Bille Nielsen (Rosenborg) - Péter Kovács (Strømsgodset) - Tokmac Nguen (Strømsgodset) - Dennis Sørensen (Vestsjælland) - Rasmus Festersen (Vestsjælland) - Jan Kristiansen (Vestsjælland) |